# Villarluengo (kommunhuvudort)
Villarluengo är en kommunhuvudort i Spanien.   Den ligger i provinsen Provincia de Teruel och regionen Aragonien, i den östra delen av landet, 270 km öster om huvudstaden Madrid. Villarluengo ligger 1 121 meter över havet och antalet invånare är 212.
Terrängen runt Villarluengo är kuperad. Runt Villarluengo är det mycket glesbefolkat, med 4 invånare per kvadratkilometer. Närmaste större samhälle är Cantavieja, 17,2 km sydost om Villarluengo. Trakten runt Villarluengo består till största delen av jordbruksmark.